# Peunelet Baroh
Peunelet Baroh is een bestuurslaag in het regentschap Bireuen van de provincie Atjeh, Indonesië. Peunelet Baroh telt 767 inwoners (volkstelling 2010).